# Cis emarginatus
Cis emarginatus es una especie de coleóptero de la familia Ciidae.

## Distribución geográfica
Habita en Colombia.